# Aizawl (district)
Aizawl is een district van de Indiase staat Mizoram. Het district telt 339.812 inwoners (2001) en heeft een oppervlakte van 3577 km².
Aizawl · Champhai · Hnahthial · Khawzawl · Kolasib · Lawngtlai · Lunglei · Mamit · Saiha · Saitual · Serchhip